# 291 (galeria sztuki)
291 (pierwotnie Little Galleries of Photo-Secession) – galeria sztuki, która mieściła się na Manhattanie przy 291 Fifth Avenue w Nowym Jorku w latach 1905–1917. Została utworzona, a potem zarządzana przez fotografa Alfreda Stieglitza, przy współpracy z Edwardem J. Steichen.
Galeria zdobyła rozgłos, ponieważ wystawy odbywające się w jej murach pomogły podnieść rangę fotografii artystycznej w USA do tego samego poziomu co malarstwo i rzeźba. Pionierzy tego typu fotografii tacy jak Stieglitz, Edward Steichen, Alvin Langdon Coburn, Gertrude Käsebier i Clarence H. White zyskali uznanie krytyków dzięki wystawom w 291. Twórca galerii wykorzystał ją też, aby zaprezentować europejskich awangardowych artystów, takich jak Henri Matisse, Auguste Rodin, Henri Rousseau, Paul Cézanne, Pablo Picasso i Constantin Brâncuși. Przedstawiał też dadaistów. Na wystawach pojawiały się prace m.in. Francis Picabia i Marcel Duchamp.